# Nico Gomez

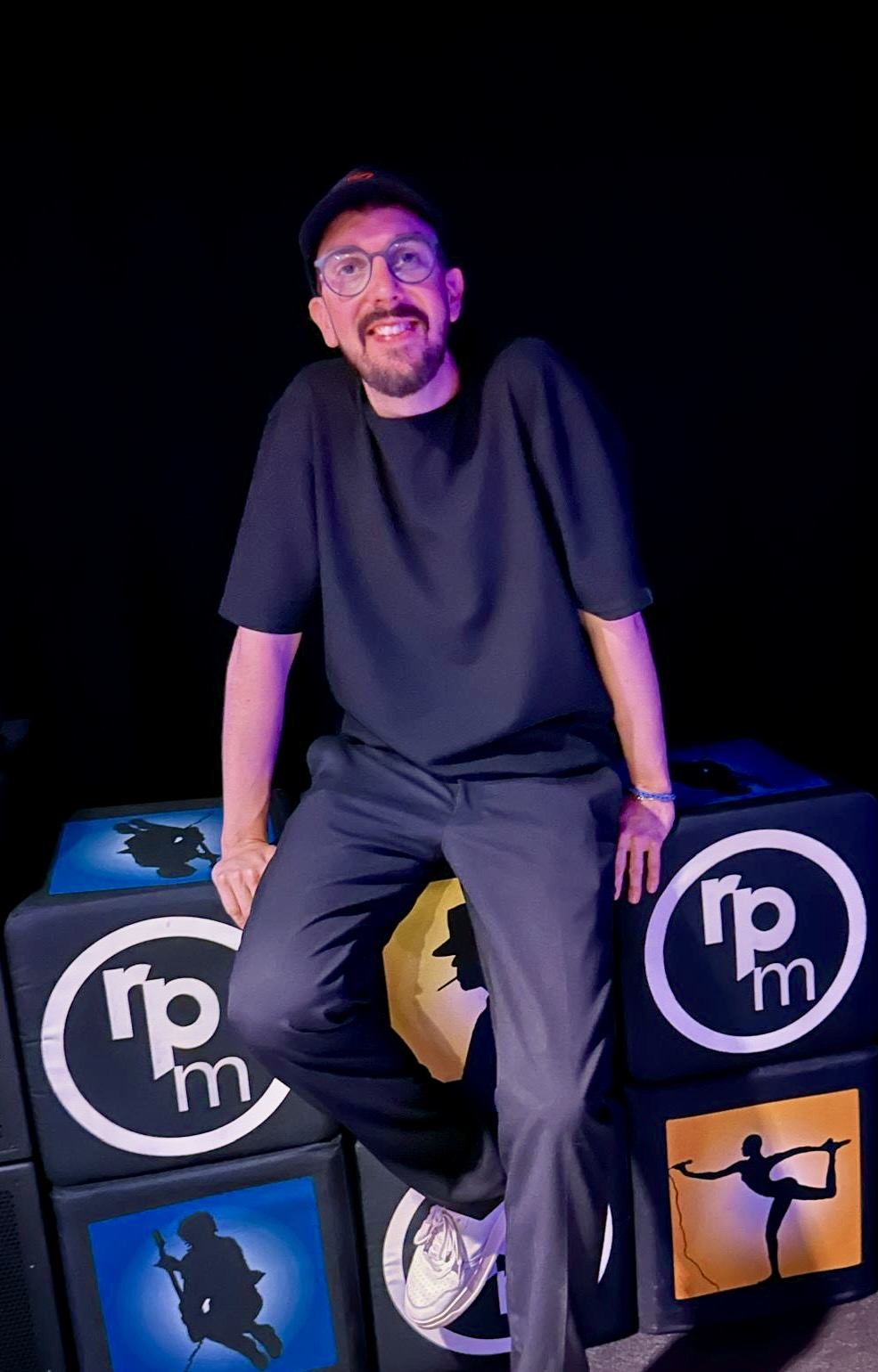
Nico Gomez (2025)

Nico Gomez, bürgerlich Nicolas Miguel Gomez Teke (* 13. November 1990 in Köln) ist ein deutscher Sänger und Songwriter.

## Leben und Wirken

### Herkunft und Ausbildung
Nico Gomez ist der Sohn des Musikproduzenten Tato Gomez, der chilenischer Abstammung ist. Seine Mutter Bibi ist Deutsche und Sängerin. Gomez wuchs mit einem Bruder und einer Schwester in der Nähe von Euskirchen auf und kam durch den Beruf seines Vaters früh mit der Musikszene in Berührung. Im Alter von fünf Jahren brachte er sich das Schlagzeugspielen bei und hatte etwas später Geigen- und Klavierunterricht. 2004–2005 belegte er Kurse an der Kölner „Pop- & Musical Werkstatt“ (The Voice Factory) und nahm Schauspiel-, Tanz-, Gesangs- und Performance-Unterricht. 2005 bis 2011 erhielt er Jazz-Klavierunterricht mit Schwerpunkt auf Improvisation und Komposition. Er besuchte die Marienschule Euskirchen, wo er 2011 das Abitur ablegte und begann danach sein Studium der Pop-Musik (Gesang und Klavier) am Institut für Musik der Hochschule Osnabrück.

### Anfänge in der Kindheit
Mit 6 Jahren stand Gomez das erste Mal auf der TV-Bühne mit dem Kinderliedermacher Detlev Jöcker bei Super RTL mit dem Lied „Alle Kinder dieser Erde“. Von diesem Zeitpunkt an wirkte er bei Musikproduktionen seines Vaters mit und machte zusammen mit seiner Familie seine ersten Kindermusik-Aufnahmen. Im Alter von 9 bis 14 Jahren wirkte er als Lead-Sänger bei der Produktion „Super Power Kinder Club“, einer Produktions seines Vaters für Neckermann Reisen und Thomas Cook. Er sang zudem in den Big Bands der Marienschule (Maryphonix und Blue Mary Big Band), wo er mit Musikern der Jazzszene zusammenarbeitete und u. a. den 1. Preis beim internationalen Big Band Wettbewerb in Enschede gewann. Er sang weitere Kinderlieder der Musikproduktion seines Vaters, die später auch Auszeichnungen erhielten. 2003 komponierte und produzierte er während des Irak-Kriegs zusammen mit seinem Vater den Song „Keine Waffen mehr“. Er bekam dafür eine Anerkennung vom Kanzleramt Gerhard Schröders und wurde damit im gleichen Jahr „KiKanier der Woche“ auf KiKa, wo er den Song live sang. Es folgten Fernsehauftritte u. a. bei Super RTL und WDR.

### Karriere als Sänger

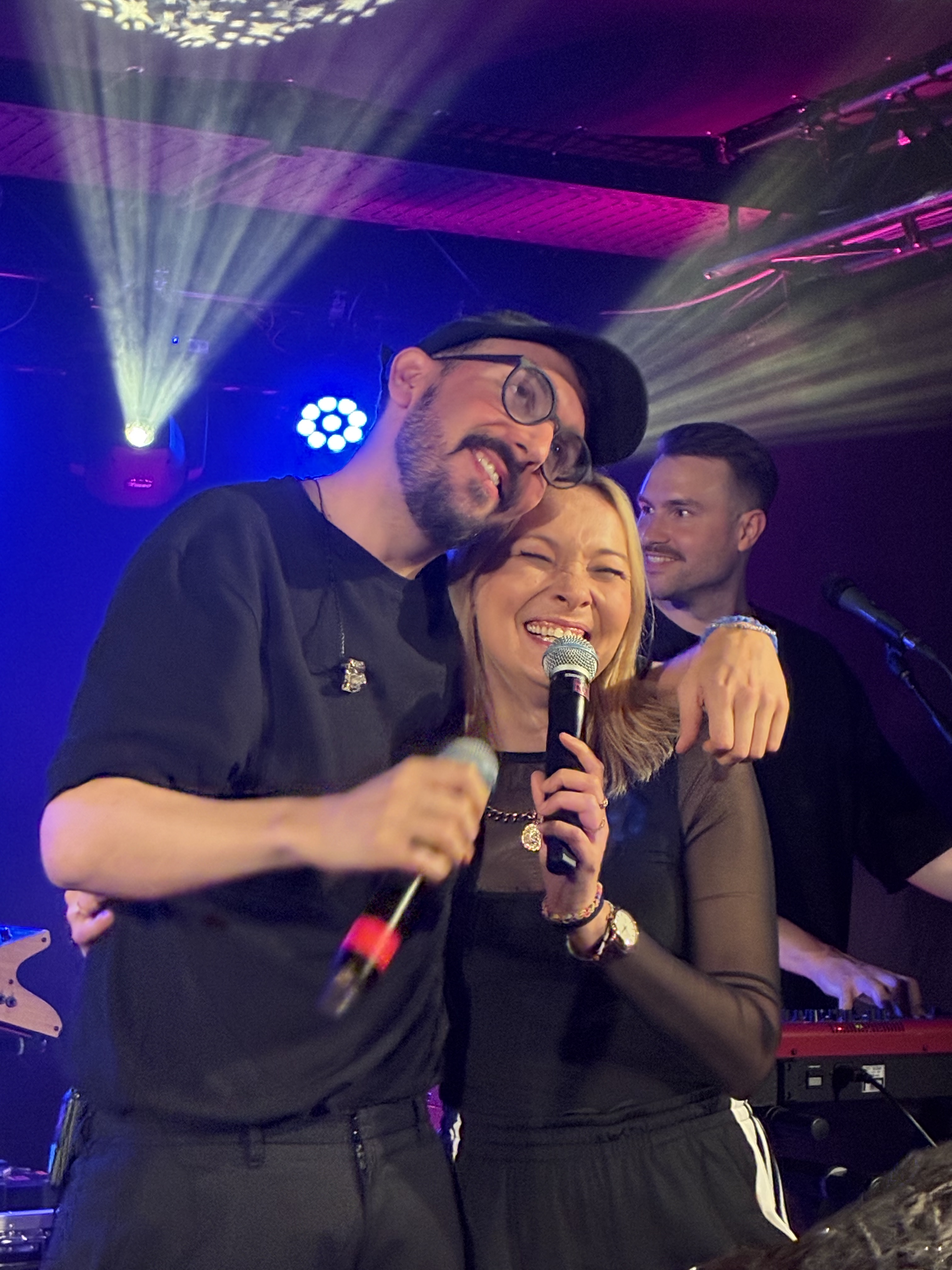
Zusammen mit Julia Kautz veröffentlichte Gomez im September 2024 das Duett Ziemlich beste Freunde

Seit 2005 produziert er seine eigenen Songs: 2009 seine erste CD mit Songs in deutscher und englischer Sprache und brachte eine limitierte Edition (Nico Gomez Special Edition).
Seit 2012 ist Gomez einer der Studiosänger bei der RTL-Show Let’s Dance. 2013 nahm er an der Gesangs-Castingshow The Voice of Germany teil und schied bei der zweiten Liveshow im Team von Max Herre aus, gewann aber das darauf folgende Publikumsvotum und ging mit den Finalisten auf Deutschlandtournee mit Auftritten u. a. in der Lanxess Arena Köln. 2014 sang er den Markensong „All das zählt“ für Union Investment. Seit 2014 tritt er in verschiedenen Ensembles als Gastsänger und -musiker auf (u. a. mit HR-Rundfunkorchester, Filmfoniker München) und spielt diverse Auftritte in ganz Deutschland in verschiedenen Konstellationen, zum Beispiel im Frankfurter Waldstadion und der Philharmonie im Gasteig München. Von 2014 bis 2019 war er Sänger bei der Funk/Neo-Soul Band Pimpy Panda, mit denen er zwei Alben veröffentlichte und auf Festivals auftrat. Seit 2018 ist er einer der Frontsänger der Gala-Band Fresh Music Live. 2019 begleitete er die Sängerin Stefanie Heinzmann auf ihrer Tournee „All we need is Love“, bei der er auch mit eigenen Songs und einem Duett mit ihr auftrat. Seit 2018 ist er als Background-Sänger für verschiedene Künstler in Deutschland tätig (u. a. TVoG Live in Concert, Stefanie Heinzmann, Max Mutzke, Vanessa Mai (unter anderem bei der Für immer Tour 2022), Sasha, Glasperlenspiel) und tritt mit diesen bei bekannten Festivals, Tourneen sowie Internet- und Fernsehformaten auf.
Seit 2018 veröffentlicht Gomez regelmäßig Singles und Musikvideos in Eigenregie mit dem Label Urban Tree Music.
Im September 2024 veröffentlichte Nico Gomez das Duett „Ziemlich beste Freunde“ mit der Sängerin und Songwriterin Julia Kautz.

### BandMännersache
2012 gründete Gomez mit Severin von Rose, Roland Streicher und Lucas Günzel die A-cappella-Band Männersache, mit der er bis 2020 mehrere Preise gewann. Mit der Band gewann er 2017 die SAT1-Fernsehshow It´s Showtime – Das Battle der Besten. 2017 produzierte der Sänger Wincent Weiss zusammen mit Gomez und seiner Band Männersache die Akustik-Version seines Songs und des gleichnamigen Videos „Wenn mir die Worte fehlen“. 2018 nahm Wincent Weiss sie mit auf seine Akustik-Tournee, wo die Band auch eigene Songs spielte und gemeinsam mit Weiss und der Sängerin Lea auftrat.

## Auszeichnungen
- 2003: KiKanier der Woche bei der Fernsehshow „KiKania“ auf KI.KA mit dem Song „Keine Waffen mehr“.
- 2004: Gewinner des Parents ́ Choice Award mit „World Music Party“
- 2004: Gewinner des „NAPPA-Gold Award“ der National Association of Parenting Publications mit „World Music Party“
- 2009: 1. Platz beim internationalen Big Band Wettbewerb in Enschede/NL mit der Maryphonix Big Band der Marienschule Euskirchen[2]
- 2017: 2. Platz bei „Local Champs“ in Sendenhorst mit der Band „Männersache“.
- 2017: Gewinner der Fernsehshow „It´s Showtime - Das Battle der Besten“ auf SAT1 mit der Band Männersache[11]
- 2018: Preisträger mit Männersache beim Vokal.Total Graz mit der Band „Männersache“:„Gold Diploma;“ Special Award für „Outstanding Performance of an Original“; „Magenta Talent Trophy“[14]
- 2019: Gewinner des A-Capella-Award Ulm mit der Band Männersache[15]
- 2020: Contemporary A Cappella Recording Awards (CARA) mit „Mosaik“(EP) von Männersache:[16] Kategorien „Best Non-Scholastic Debut Album“; „Best Pop-Album zweiter Platz“; „Best European Album“; „Best Original Song by a Professional Group“

## Diskografie (Auswahl)
Kinderlieder
- Glitzermännchens schönste Lieder. Album (Perleberg Verlag; 2001)
- World Music Party! Album. (Klick Verlag AG/Go Musikverlag; 2003)
- Keine Waffen mehr. Song (Go Musikverlag; 2003)
- Super-Power-Kinder-Club. Album (Neckermann / Go Musikverlag; 2004)

Alben
- Nico Gomez Special Edition (Go Musikverlag; 2010)
- Bamboolicious – Pimpy Panda (Mochermusic; 2016)
- Pandrenalin – Pimpy Panda (IRMI; 2017)
- Vorhang auf (Urban Tree Music; 2021)

EP
- Akustik Live Jam (Urban Tree Music; 2020)
- Mosaik – Männersache (Wavemen Records; 2019)

Singles
- Vorhang auf (Urban Tree Music; 2018)
- Hier Raus (Urban Tree Music; 2019)
- Nur Ein Wunsch (Urban Tree Music; 2019)
- Kleiner Dicker Junge (Urban Tree Music; 2019)
- Ich Lass Dich Gehen (Urban Tree Music; 2020)
- Könige (Urban Tree Music; 2020)
- Wie fliegen geht (Urban Tree Music; 2022)
- Ziemlich beste Freunde (Julia Kautz feat. Nico Gomez) (Kautz Records; 2024)
- Schattenwahnsinn (Urban Tree Music; 2025)